# NGC 3680
NGC 3680 ist ein offener Sternhaufen im Sternbild Zentaur und hat eine Winkelausdehnung von 7,0' und eine scheinbare Helligkeit von 7,6 mag. Er wurde am 7. Mai 1826 von James Dunlop entdeckt und wird auch als OCL 823, ESO 265-SC32 bezeichnet.